# Pangio pulla
Pangio pulla és una espècie de peix de la família dels cobítids i de l'ordre dels cipriniformes.

## Morfologia
- Els mascles poden assolir 6,1 cm de llargària total.[2]

## Hàbitat
Viu en zones de clima tropical.

## Distribució geogràfica
Es troba a Àsia.